# Synagoge an der Westenriederstraße München

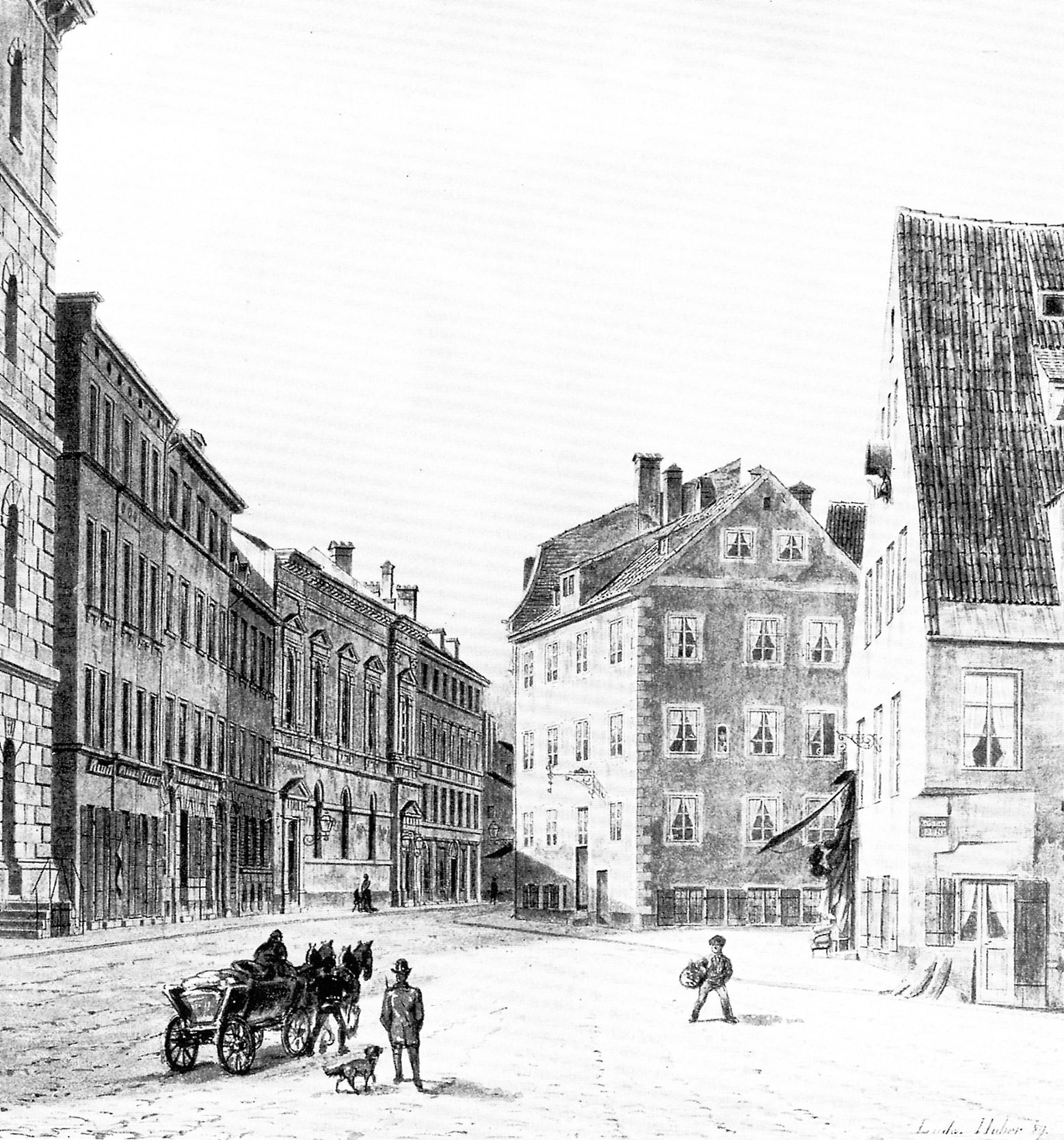
Linke Seite, vorletztes Haus: Synagoge von Metiviér. Sepiazeichnung von L. Huber (1889)

Die Synagoge an der Westenriederstraße München war die erste neu erbaute Synagoge der 1815 gegründeten Israelitischen Kultusgemeinde in München. Sie lag wenige Schritte vom heutigen Viktualienmarkt entfernt und bestand bis zur Einweihung der damals neuen Hauptsynagoge an der Herzog-Max-Straße im Jahr 1887.

## Bauwerk

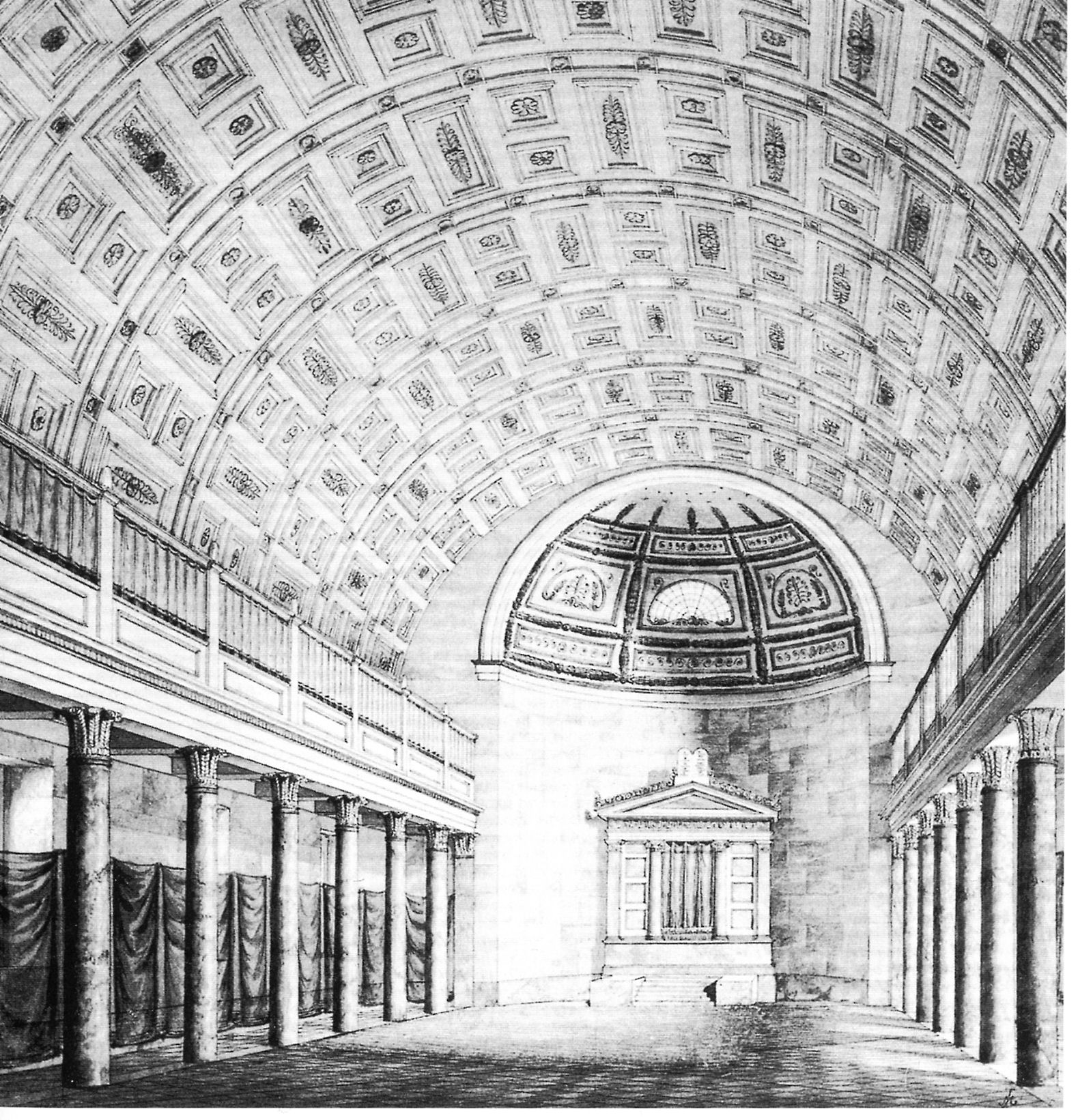
Innenraum. Aquarell von unbekannter Hand (um 1825)

Mit dem Entwurf der Synagoge war Jean Baptiste Métivier betraut worden, seit 1824 war er königlicher Baurat. Das Baugrundstück lag in der bestehenden, in Ost-West-Richtung verlaufenden Häuserzeile. Da bei Synagogen der Thoraschrein grundsätzlich an der nach Jerusalem gelegenen Seite liegen muss, in diesem Fall also der östlichen, dort und an der Westseite aber Häuser anschlossen, war es unmöglich, den Eingang, wie sonst üblich, dem Thoraschrein gegenüber anzulegen. Métivier baute daher die Eingänge für Männer und Frauen an den beiden Seiten der zur Straße hin gelegen klassizistischen Fassade in jeweils einen kleinen Vorbau. Eine Vorhalle führte in den Tempel. Die Innenausstattung der Synagoge stammte ebenfalls von Métivier. Die Fassade fügte sich in das Bild der umliegenden Bauten und ließ die religiöse Nutzung des Gebäudes nicht erkennen. Dies war wohl in der anhaltenden Ausgrenzung der jüdischen Gemeinde begründet.

## Geschichte

### Standortsuche
Gleich nach ihrer Gründung beschloss die neue Münchner Israelitische Kultusgemeinde im Februar 1815 den Bau einer Synagoge. Auch die Behörden hatten Interesse an diesem Projekt, sollte doch dadurch eine bessere Überwachung der jüdischen Gemeinde möglich werden, die sich bis dahin verstreut in verschiedenen Privathaushalten und eigenen – inzwischen allerdings viel zu klein gewordenen – Räumlichkeiten im Tal 13 getroffen hatte. Die Gemeinde favorisierte einen zentralen Standort, seitens der Stadt wünschte man einen Platz weiter außerhalb. In der Gemeinde bildete sich eine Gruppe um Eduard Max, Zweiter Administrator, die für einen Standort innerhalb des Burgfriedens eintrat. Sie erhofften sich die Bereitstellung eines ungenutzten Grundstücks der Stadt an der Ledergasse. Eine pragmatischere Gruppe um Israel Hirsch Pappenheimer, den Ersten Administrator, trat für den Vorschlag der Polizeidirektion an der damals noch nicht zentral gelegenen Theaterstraße ein, die 1848 in Westenriederstraße umbenannt wurde. Pappenheimer erwarb 1822 einen Garten an der Theaterstraße als Grundstück und kaufte 1824 einen weiteren Gartenanteil zu. Eine Bitte Eduard Marxs an den Magistrat um das Grundstück an der Ledergasse wurde von den Gemeindebevollmächtigten abgelehnt und stattdessen der Bau an der Theaterstraße genehmigt. Damit war die Entscheidung für den Standort gefallen und am 26. Juli 1824 fand die feierliche Grundsteinlegung statt.

### Bau und Einweihung
Die Bauzeit der Synagoge betrug zwei Jahre und wurde unter der Leitung des Hofbaurats Jean Baptiste Métivier ausgeführt. Der Einweihung 1826 wohnte der neue König Ludwig I. persönlich bei. Die Einweihungsrede hielt Rabbi Hirsch Aub. König Ludwigs I, Vater, Max I. Joseph, hatte vier Säulen aus Tegernseer Marmor für den Bau gestiftet. Für musikalische Umrahmung sorgte das königliche Hoforchester mit einer von Johann Nepomuk von Poißl komponierten Hymne. Die Anwesenheit des Königs und hochrangiger Beamten war ein deutliches Symbol von zunehmender Akzeptanz gegenüber der jüdischen Gemeinde.
Bereits am 23. Mai 1825 wurde eine Synagogenordnung beschlossen. So wurde ehrfürchtige Stille gefordert, willkürliches Umhergehen und zu lautes Beten wurde untersagt. Am Ende des Textes befand sich ein „Gebet für den König und das Königl. Haus“. Damit sollte auch die Loyalität zum Staat gezeigt werden, wovon man sich mehr Rechte versprach.

### Weitere Entwicklung
Im Laufe der Jahrzehnte wurde die Synagoge zu klein für die rasch angewachsene Gemeinde, so dass ab Mitte der 1860er Jahre ein Neubau erwogen wurde, der allerdings erst 1887 mit der neuen Hauptsynagoge an der Herzog-Max-Straße eingeweiht werden konnte – diesmal an zentraler Stelle der Stadt. Im Jahr 1888 wurden die Grundstücke an der Westenriederstraße versteigert, die baufällig gewordenen Gebäude 1889 abgebrochen. 
Noch im selben Jahr wurde an deren Stelle ein Wohn- und Geschäftshaus errichtet, das im Zweiten Weltkrieg zerstört wurde. Lange befand sich an der Stelle der von Métivier erbauten Synagoge eine Baulücke. Unter anderem wurde erwogen, dort eine Synagoge für die liberale Münchner Gemeinde Beth Shalom zu errichten. Im Bezirksausschuss Altstadt-Lehel gab es Unterstützung für diese Idee.
Ab Februar 2011 errichtet die Baywobau an dieser Stelle wieder ein Wohn- und Geschäftshaus. Bei Ausgrabungsarbeiten, die den eigentlichen Baumaßnahmen vorangingen, wurden Reste der Zwingermauer und eines Schalenturms gefunden.

## Rabbiner
Der erste Rabbiner an der Synagoge war Hirsch Aub, als letzter Rabbiner amtierte dort bis zur Errichtung der neuen Hauptsynagoge an der Herzog-Max-Straße Joseph Perles.

## Einzelbelege
1. 1 2 3 4  Andreas Heusler: Beth ha-Knesseth Ort der Zusammenkunft. Zur Geschichte der Münchner Synagogen, ihrer Rabbiner und Kantoren. Hrsg.: Stadtarchiv München. Buchendorfer Verlag, München 1999, ISBN 3-934036-09-0, S. 35–44.
2. ↑  Hirsch Aub: Rede bey der Einweihungs-Feyer der Synagoge in München am 21. April 1826, Karl Wolf, München 1826, abgerufen am 12. März 2012
3. ↑  1825: Synagogenordnung aus München (mit Originaltext). Haus der Bayerischen Geschichte, abgerufen am 12. Juni 2024.
4. ↑  Süddeutsche Zeitung: Der Traum von der eigenen Synagoge. Die liberale jüdische Gemeinde Beth Shalom sucht ein neues Domizil - Finanzierung ist noch ungeklärt, 23. Februar 2009, S. 53
5. ↑  Martin Bernstein: Auferstanden aus der Grube. In: sueddeutsche.de. Süddeutsche Zeitung, 9. Februar 2011, abgerufen am 27. April 2015.

Koordinaten: 48° 8′ 5,6″ N, 11° 34′ 41,2″ O